# 郷家友太
郷家 友太（ごうけ ゆうた、1999年6月10日 - ）は、宮城県多賀城市出身のプロサッカー選手。Jリーグ・ベガルタ仙台所属。ポジションはミッドフィールダー、フォワード。

## 来歴

### プロ入り前
鶴ヶ谷SSSでサッカーを始めてベガルタ仙台ジュニアユースを経て、青森山田中学校から青森山田高校に進学した。青森山田高校では2年生からレギュラーをつかみ、高橋壱晟や廣末陸らとともに全国高校サッカー選手権大会と高円宮杯プレミアリーグの2冠を達成した。2017年8月25日、練習にも参加したヴィッセル神戸に内定が決まった。

### ヴィッセル神戸
2018年よりヴィッセル神戸に新加入。3月7日、ルヴァンカップ第1節のV・ファーレン長崎戦でプロデビューを果たした。3月18日、第4節のセレッソ大阪戦でJ1リーグ初先発を果たした。4月18日、ルヴァンカップ第4節のV・ファーレン長崎戦でプロ入り初得点を決めた。8月19日、第23節の湘南ベルマーレ戦でリーグ戦初得点を決めた。
2021年シーズンよりダビド・ビジャが付けていた背番号「7」に変更。様々なポジションで起用されたが、シーズン途中より中盤のダイヤモンド型の右サイドに定着した。
この年は東京オリンピックのメンバーの候補に上がっていたものの、2020年12月に行われたトレーニングキャンプを最後に招集されなくなりメンバーから落選した。
2022年シーズンはシーズン途中に就任したロティーナ体制では右サイドハーフでレギュラーを得ていたが、吉田体制ではベンチスタートになることが増えた。また6月の天皇杯ではサイドバックで起用されるなど、持ち味を生かしきれぬままリーグ戦ではプロ入り初の無得点でシーズンを終えた。

### ベガルタ仙台
2023年、地元宮城県のベガルタ仙台へ完全移籍加入。チームが不本意なシーズンを過ごす中で東北ダービーのブラウブリッツ秋田戦で決勝ゴールを決めるなど唯一2桁得点を達成し気を吐いた。
2024年、主将が不在の試合ではゲームキャプテンも任され、第38節の大分トリニータ戦ではクラブ史上初のJ1昇格プレーオフに導く決勝点を奪取。
2025年、プロキャリアとして初のシーズンを通した主将を任された。アウェイで行われたサガン鳥栖との開幕戦ではチームの2025年ファーストゴールを決め、7年ぶりの開幕戦勝利に貢献した。5月7日、ジェフ千葉との試合でJリーグ通算200試合出場達成。

## 人物・エピソード
- 日本人の父とフィリピン人の母を持つ[16]。
- みちのく、東北ダービーで対戦した全チームからゴールを記録[17]。
- 誰とでも友好的に関わりたいけど、ネガティブシンキングの人だけは苦手。負のエネルギーは正に変えてほしい、生きていく上で関わる人との一体感を大切にしたいと考えるポジティブシンキング[18]。
- Going!Sports&Newsの取材で人生を変えた試合として「2011年J1第7節 川崎F対仙台」を挙げた。当時小学5年生でベガルタ仙台のジュニアチームに所属していたが、東日本大震災の精神的ショックとホームタウンを離れて肉体的に満足に練習できなかったにも関わらずに未勝利だった等々力陸上競技場で逆転勝ちを見せたベガルタ、弱音を吐かずに復興に向かって生活していた宮城県民を重ね合わせて『逆境に強い仙台』と印象を語った。13分間の特集で「14年前サッカーで勇気をもらった少年が、今では地元宮城県に勇気を与えるサッカー選手」になったと取り上げられた[19][20]。
- ジュニアチームでは主将を任され「絆 ～闘志躍動 宮城と共に！～」と地元への恩返しをしたい想いを込めた黄金の刺繍が入った赤色のキャプテンマークを巻き、今でも大切に保管している[19]。
- 日本テレビの番組で宮城県民が実際に「おはよう靴下」と言うのか、多賀城市で同市の魅力について街頭インタビューしたら青年男性が「多賀城市出身の”郷家友太”選手が今ベガルタ仙台で活躍してるのでスポーツの所も見てほしいです。」と名前が挙がった[21][22]。

## 所属クラブ
- 鶴ヶ谷SSS
- ベガルタ仙台ジュニアユース
- 青森山田中学校
- 青森山田高校
- 2018年 - 2022年  ヴィッセル神戸
- 2023年 -  ベガルタ仙台

## 個人成績
| 国内大会個人成績 | 国内大会個人成績 | 国内大会個人成績 | 国内大会個人成績 | 国内大会個人成績 | 国内大会個人成績 | 国内大会個人成績 | 国内大会個人成績 | 国内大会個人成績 | 国内大会個人成績 | 国内大会個人成績 | 国内大会個人成績 |
| 年度             | クラブ           | 背番号           | リーグ           | リーグ戦         | リーグ戦         | リーグ杯         | リーグ杯         | オープン杯       | オープン杯       | 期間通算         | 期間通算         |
| 年度             | クラブ           | 背番号           | リーグ           | 出場             | 得点             | 出場             | 得点             | 出場             | 得点             | 出場             | 得点             |
| 日本             | 日本             | 日本             | 日本             | リーグ戦         | リーグ戦         | リーグ杯         | リーグ杯         | 天皇杯           | 天皇杯           | 期間通算         | 期間通算         |
| ---------------- | ---------------- | ---------------- | ---------------- | ---------------- | ---------------- | ---------------- | ---------------- | ---------------- | ---------------- | ---------------- | ---------------- |
| 2018             | 神戸             | 27               | J1               | 22               | 2                | 6                | 1                | 2                | 0                | 30               | 3                |
| 2019             | 神戸             | 27               | J1               | 12               | 1                | 4                | 0                | 3                | 0                | 19               | 1                |
| 2020             | 神戸             | 27               | J1               | 24               | 5                | 0                | 0                | -                | -                | 24               | 5                |
| 2021             | 神戸             | 7                | J1               | 32               | 2                | 4                | 0                | 2                | 0                | 38               | 2                |
| 2022             | 神戸             | 7                | J1               | 18               | 0                | 1                | 0                | 4                | 0                | 23               | 0                |
| 2023             | 仙台             | 11               | J2               | 39               | 10               | -                | -                | 1                | 0                | 40               | 10               |
| 2024             | 仙台             | 11               | J2               | 38               | 5                | 1                | 1                | 0                | 0                | 39               | 6                |
| 2025             | 仙台             | 11               | J2               |                  |                  |                  |                  |                  |                  |                  |                  |
| 通算             | 日本             | 日本             | J1               | 108              | 10               | 15               | 1                | 11               | 0                | 134              | 11               |
| 通算             | 日本             | 日本             | J2               | 77               | 15               | 1                | 1                | 1                | 0                | 79               | 16               |
| 総通算           | 総通算           | 総通算           | 総通算           | 185              | 25               | 16               | 2                | 12               | 0                | 213              | 27               |

| 国際大会個人成績 | 国際大会個人成績 | 国際大会個人成績 | 国際大会個人成績 | 国際大会個人成績 |
| 年度             | クラブ           | 背番号           | 出場             | 得点             |
| AFC              | AFC              | AFC              | ACL              | ACL              |
| ---------------- | ---------------- | ---------------- | ---------------- | ---------------- |
| 2020             | 神戸             | 27               | 6                | 0                |
| 2022             | 神戸             | 7                | 6                | 2                |
| 通算             | AFC              | AFC              | 12               | 2                |

その他の公式戦
- 2024年
  - J1昇格プレーオフ 2試合1得点

出場歴
- Jリーグ初出場 - 2018年3月18日 J1第4節 セレッソ大阪戦（ノエビアスタジアム神戸）
- Jリーグ初得点 - 2018年8月19日 J1第23節 湘南ベルマーレ戦（Shonan BMWスタジアム平塚）

## タイトル

### チーム
青森山田高校
- 高円宮杯U-18サッカーリーグ プレミアリーグEAST（2016年）
- 高円宮杯U-18サッカーリーグ チャンピオンシップ（2016年）
- 全国高等学校サッカー選手権大会（2016年）

ヴィッセル神戸
- 天皇杯 JFA 全日本サッカー選手権大会：1回 (2019年)

### 個人
- 全国高等学校総合体育大会サッカー競技大会・優秀選手（2017年）
- 高円宮杯U-18サッカーリーグ プレミアリーグEAST・得点王（2017年）

## 代表歴
- U-18日本代表
  - コパ・デル・アトランティコ（2017年）
  - U18リスボン国際トーナメント（2017年）
  - U19-Four Nations（2017年）
  - AFC U-19選手権2018・予選（2017年）
- U-19日本代表
  - インドネシア遠征（2018年）
  - ロシア遠征（2018年）
  - メキシコ遠征（2018年）
  - AFC U-19選手権（2018年）
  - ブラジル遠征（2018年）
- U-20日本代表
  - FIFA U-20ワールドカップ（2019年）
- U-22日本代表
  - AFC U-23選手権2022・予選（2021年）
- U-23日本代表候補
  - トレーニングキャンプ（2020年）